# Puntius binotatus
Puntius binotatus е вид лъчеперка от семейство Шаранови (Cyprinidae). Видът не е застрашен от изчезване.

## Разпространение
Разпространен е в Бруней, Виетнам, Индонезия, Камбоджа, Лаос, Малайзия, Мианмар, Тайланд и Филипини. Внесен е в Палау и Сингапур.

## Описание
На дължина достигат до 20 cm.